# 支下里站
支下里站（韓語：지하리역）是朝鮮民主主義人民共和國江原道板桥郡支下里的一個鐵路車站，属于青年伊川线。

## 邻近车站
青年伊川线
丁峰站 - 支下里站 - 支上站